# Miso de crisantemo

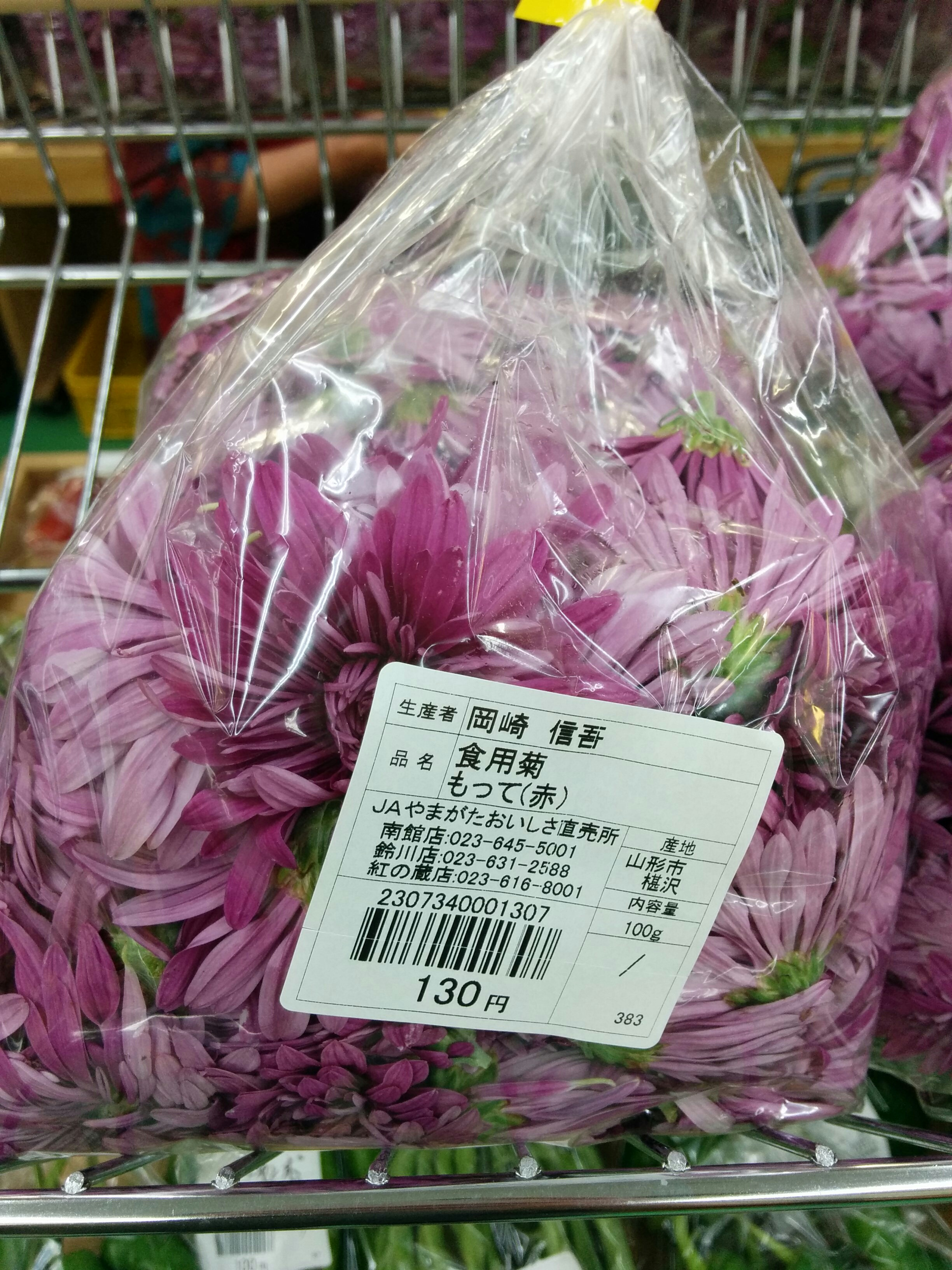
Crisantemos a la venta en un mercado de la ciudad de Yamagata.

El miso de crisantemo (en japonés, 菊味噌 kikumiso; en hiragana きくみそ) es una sopa que se prepara tradicionalmente en la prefectura de Yamagata, en el norte de Japón. Esta prefectura es una de las principales productoras de crisantemos, una flor comestible muy tradicional de su gastronomía. 
Son especialmente comunes en otoño, ya que su cosecha comienza en octubre. La variedad local de crisantemos en Yamagata se denomina 延命楽 enmeiraku, aunque es más conocida como もってのほか mottenohoka. El miso de crisantemo consiste básicamente en sumergir los pétalos de los crisantemos en la sopa de miso caliente.